# Megaphragma mymaripenne

Анатомия Megaphragma mymaripenne. Вид сбоку (A, B); вид сверху (C); вид снизу (D). Цвета: синий — кутикула, зелёный — пищеварительная система, жёлтый — центральная нервная система, коричневый — мускулатура, пурпурный — репродуктивная система

Megaphragma mymaripenne (лат.) — вид хальцидоидных наездников рода Megaphragma из семейства Trichogrammatidae. Один из самых мелких в мире представителей насекомых с длиной имаго около 200 мкм. Отличается сильно редуцированной нервной системой. Паразитоид трипсов, имеющий значение как потенциальный регулятор численности этих вредителей сельскохозяйственных растений.

## Распространение
Встречается в Неарктике (Гавайские острова), Неотропике (Аргентина, Гаити, Чили), Австралии и Европе (Италия, Испания, Португалия).

## Описание

### Строение
Микроскопического размера паразитические наездники (меньшего размера, чем инфузории-туфельки). Крылья с сильно редуцированным жилкованием и с длинными краевыми щетинками, что делает этих насекомых похожими на представителей семейства Mymaridae. Длина имаго составляет около 200 мкм, что делает M. mymaripenne третьим по малости размера видом насекомых в мире (после Dicopomorpha echmepterygis и Megaphragma caribea, чей размер, 130 и 170 мкм, соответственно). Основная окраска желтоватая, глаза чёрные, затылок головы и брюшко коричневые. Мандибулы с двумя зубцами. Нижнечелюстные щупики редуцированные, состоят одного членика. Фасеточные глаза крупные, занимают большую часть головы, состоят из 28—30 омматидиев. На темени есть три оцеллия. Место прикрепления усиков находится относительно высоко на лице и расположено между глазами. Усики 6-члениковые: скапус, педицель, аннелюс, жгутик и булава, состоящая из двух сегментов. Общая длина усика составляет около 150 мкм; скапус вытянутый и немного изогнутый; педицель и жгутик субцилиндрические. В переднем крыле различимы только три продольные жилки: субмаргинальная (субкостальная), маргинальная и стигмальная (радиальная), слитые в одну дугу возле переднего края крыла. Заднее крыло у́же и меньше переднего и содержит только одну жилку неясной гомологии. Ноги состоят из тазика, 2-членикового вертлуга, бедра, голени и 3-члениковой лапки. Апикальный членик лапки несёт два коготка и аролиум. Петиоль неотчетливый и грудь широко соединяется с брюшком, которое состоит из шести видимых тергитов.
Имеют сильно редуцированную нервную систему, включающую 7400 нейронов, что на несколько порядков меньше, чем у крупных насекомых. Это наименьшее количество нейронов, известное у насекомых и среди всех летающих животных. Например, мозг мух рода Musca содержит около 340 тысяч нейронов, а у рабочих пчёл рода Apis — около 850 тысяч нейронов.
Вся центральная нервная система (ЦНС) формирует 6 % объёма тела M. mymaripenne, сам мозг даёт 2,9 %. То есть из 7400 нейронов около 4600 локализовано в мозге наездника. Это соотношение резко отличается от крупных перепончатокрылых насекомых (например, пчёл рода Apis), у которых мозг занимает 0,35 % — 1,02 % от общего объёма тела, или 0,57 % у муравьёв рода Formica.
Уникальной особенностью ЦНС M. mymaripenne является тот факт, что 95 % их нервных клеток лишены клеточных ядер. Только 339—372 ядер обнаружено во всей ЦНС, из которых 179—253 находятся в мозге. Для сравнения: у наездников близкого рода Trichogramma в мозгу имеется около 37 тысяч ядерных клеток. Нервная система куколок M. mymaripenne составляет до 19 % массы их тела, в том числе 11 % приходится на мозг. В отличие от имаго, клетки куколок содержат ядра. И только на финальной стадии развития происходит лизис, который сильно сокращает объём нервной системы. Так, если объём мозга куколок составляет 93 600 мкм3, то у имаго — только 52 200 мкм3. Таким образом, всем поведением микроскопического насекомого (питанием, полётом, нахождением жертвы, откладкой яиц) управляет мозг, в котором преобладают безъядерные клетки.

### Биология
В январе 1920 года на Гавайских островах на листьях растений были обнаружены первые экземпляры неизвестного тогда вида наездников, ассоциированных с трипсами. Было предположено, что наездники используют трипсов в качестве своих хозяев, заражая их яйца. Размер яиц трипсов составляет около 0,08 мм. После описания вида в 1924 году M. mymaripenne были снова обнаружены лишь в 1927 году и опять вместе с трипсами на листьях растения рода Кротон (Croton) семейства Молочайные (Euphorbiaceae). В 1930 году впервые были найдены куколки наездников внутри яиц трипсов.
Дальнейшими исследованиями было показано, что M. mymaripenne является яйцевым паразитоидами трипсов видов Leucothrips sp., Microthrips sp., Selenothrips rubrocinctus и Heliothrips haemorrhoidalis (Thripidae, Thysanoptera). Общий период развития преимагинальных стадий M. mymaripenne (яиц, личинок и куколок) внутри яиц трипсов Heliothrips haemorrhoidalis длится около 25 суток (при +25 °C), а при более низкой температуре — около 75 дней (при +15 °C). Время жизни имаго наездников этого вида составляет менее 6 суток (максимум, наблюдаемый в лабораторных условиях, был равен 12 суткам).
M. mymaripenne вызывает большой практический интерес как биологический регуляторный агент, который может быть использован для ограничения влияния трипса Heliothrips haemorrhoidalis — опасного вредителя авокадо, цитрусовых и многих декоративных растений — на производство сельскохозяйственной продукции.

## Классификация
Вид был впервые описан в 1924 году американским энтомологом Филипом Хантером Тимберлейком (1883—1981) по материалам с Гавайских островов в качестве паразитов трипсов.
M. mymaripenne включён в состав рода Megaphragma Timberlake, 1924 (Oligositini, Oligositinae) вместе примерно с 15 видами, в том числе M. caribea, M. decochaetum, M. deflectum, M. longiciliatum и другими.
От близких видов отличается следующими признаками: сетчатой поверхностью первого тергита (у M. amalphitanum он бороздчатый); второй, третий и четвёртый тергиты с парой щетинок, длина которых короче длины сегмента (у M. amalphitanum они длиннее); жгутик 1-члениковый (у M. caribea жгутик отсутствует и отдельно есть булава из двух сегментов, а у M. striatum булава 3-члениковая).